# Cimetière Bellu
Pour les articles homonymes, voir Bellu.
Le cimetière Bellu est un des deux plus célèbres cimetières de Roumanie. L'autre est le « joyeux cimetière de Sapânza » dans le nord du pays.
Le cimetière Bellu est situé à Bucarest sur une parcelle de terrain de terre donnée à l'administration locale par le baron Barbu Bellu. Il est utilisé depuis 1858.

## Personnalités
Parmi les personnes célèbres enterrées au cimetière Bellu on trouve :
- A
- Theodor Aman
- B
- George Bacovia
- Ion Barbu
- Ion Besoiu
- Dimitrie Brândză
- C
- Anda Călugareanu
- Constantin Cândea
- Maria Cândea
- Aristide Caradja
- Ion Luca Caragiale
- Toma Caragiu
- Corneliu Codreanu et son épouse Elena
- Henri Coandă
- Dina Cocea[1]
- Corneliu Coposu
- George Coșbuc
- Gheorghe Cozorici
- D
- Anghel Demetriescu
- Ovid Densușianu
- Octav Doicescu
- Ion Dolănescu
- E
- Mihai Eminescu
- F
- Eugen Filotti
- G
- Emil Gârleanu
- H
- Bogdan Petriceicu Hasdeu
- Iulia Hasdeu
- I
- Ion Inculeț
- Nae Ionescu
- Nicolae Iorga
- Panaït Istrati
- Ștefan Octavian Iosif
- J
- K
- L
- Nicolae Labiş
- M
- Alexandru Macedonski
- Lia Manoliu
- Ioan Luchian Mihalea
- Ion Minulescu
- Tudor Mușatescu
- O
- P
- Hortensia Papadat-Bengescu
- Theodor Pallady
- Gina Patrichi
- Nicolae Paulescu
- Adrian Păunescu
- Amza Pellea
- Camil Petrescu
- Cezar Petrescu
- Gică Petrescu
- Florian Pittiș
- Marin Preda
- George Pruteanu
- Q
- R
- Dem Rădulescu
- Liviu Rebreanu
- S
- Ion Marin Sadoveanu
- Mihail Sadoveanu
- Paul Smărăndescu
- Toma N. Socolescu
- Toma T. Socolescu
- Ion N. Socolescu
- Toma Barbu Socolescu
- Dan Spătaru
- Nichita Stănescu
- Laura Stoica
- T
- Constantin Tănase
- Maria Tănase
- Virgil Tatomir
- Ionel Teodoreanu
- U
- V
- Hélène Vacaresco
- Vasile Vasilache
- Ștefana Velisar Teodoreanu
- Grigore Vasiliu Birlic
- Aurel Vlaicu
- Tudor Vornicu
- Traian Vuia
- W
- X
- Y
- Z

## Carré militaire français

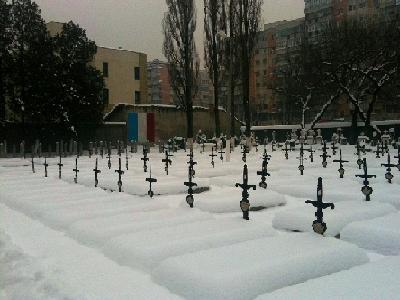
Le carré français.

Un « carré français » comprend plus d'une centaine de tombes de soldats du corps expéditionnaire français de la Première Guerre mondiale morts pour la France entre 1917 et 1919. Les tombes sont reconnaissables à leurs épées plantées en terre.
- Liste des noms des soldats enterrés dans le carré français : relevé
- Liste des noms des soldats musulmans enterrés dans le carré français : relevé